# Meridià 137 a l'est
El meridià 137 a l'est de Greenwich és una línia de longitud que s'estén des del pol Nord travessant l'oceà Àrtic, Àsia, l'oceà Índic, l'oceà Antàrtic, Austràlia i l'Antàrtida fins al pol Sud.
El meridià 137 a l'est forma un cercle màxim amb el meridià 43 a l'oest. Com tots els altres meridians, la seva longitud correspon a una semicircumferència terrestre, uns 20.003,932 km. Al nivell de l'Equador, és a una distància del meridià de Greenwich de 15.251 km.

## De Pol a Pol
Començant en el pol Nord i dirigint-se cap al pol Sud, aquest meridià travessa:
| Coordenades                               | País, territori o mar | Notes |
| ----------------------------------------- | --------------------- | --- |
| 90° 0′ N, 137° 0′ E / 90.000°N,137.000°E  | Oceà Àrtic            | |
| 76° 26′ N, 137° 0′ E / 76.433°N,137.000°E | Mar de Làptev         | |
| 75° 21′ N, 137° 0′ E / 75.350°N,137.000°E | Rússia                | Sakhà — Illa Kotelni, illes de Nova Sibèria |
| 75° 14′ N, 137° 0′ E / 75.233°N,137.000°E | Mar de Làptev         | |
| 71° 28′ N, 137° 0′ E / 71.467°N,137.000°E | Rússia                | Sakhà Krai de Khabàrovsk — des de 59° 26′ N, 137° 0′ E / 59.433°N,137.000°E |
| 55° 47′ N, 137° 0′ E / 55.783°N,137.000°E | Mar d'Okhotsk         | |
| 55° 5′ N, 137° 0′ E / 55.083°N,137.000°E  | Rússia                | Krai de Khabàrovsk — Illa Feklistova |
| 54° 54′ N, 137° 0′ E / 54.900°N,137.000°E | Mar d'Okhotsk         | |
| 53° 50′ N, 137° 0′ E / 53.833°N,137.000°E | Rússia                | Krai de Khabàrovsk — passa a través de Komsomolsk na Amure a 50° 34′ N, 137° 0′ E / 50.567°N,137.000°E Krai de Primórie — des de 47° 18′ N, 137° 0′ E / 47.300°N,137.000°E |
| 45° 18′ N, 137° 0′ E / 45.300°N,137.000°E | Mar del Japó          | |
| 37° 25′ N, 137° 0′ E / 37.417°N,137.000°E | Japó                  | Illa de Honshū — Prefectura d'Ishikawa — Prefectura de Toyama — des de 36° 58′ N, 137° 0′ E / 36.967°N,137.000°E (passa a través de Takaoka) — Prefectura de Gifu — des de 36° 17′ N, 137° 0′ E / 36.283°N,137.000°E — Prefectura d'Aichi — des de 35° 23′ N, 137° 0′ E / 35.383°N,137.000°E (passa a l'est del centre de Nagoya) |
| 34° 49′ N, 137° 0′ E / 34.817°N,137.000°E | Badia de Mikawa       | |
| 34° 33′ N, 137° 0′ E / 34.550°N,137.000°E | Oceà Pacífic          | |
| 1° 50′ S, 137° 0′ E / 1.833°S,137.000°E   | Indonèsia             | Illa de Kurudu |
| 1° 51′ S, 137° 0′ E / 1.850°S,137.000°E   | Badia de Cenderawasih | |
| 2° 7′ S, 137° 0′ E / 2.117°S,137.000°E    | Indonèsia             | Illa de Nova Guinea |
| 4° 56′ S, 137° 0′ E / 4.933°S,137.000°E   | Mar d'Arafura         | |
| 12° 20′ S, 137° 0′ E / 12.333°S,137.000°E | Golf de Carpentària   | passa a l'est de Groote Eylandt, Austràlia (a 14° 15′ S, 136° 57′ E / 14.250°S,136.950°E) |
| 15° 35′ S, 137° 0′ E / 15.583°S,137.000°E | Austràlia             | Territori del Nord — Illa de Vanderlin i el continent Austràlia Meridional — des de 26° 0′ S, 137° 0′ E / 26.000°S,137.000°E |
| 33° 44′ S, 137° 0′ E / 33.733°S,137.000°E | Golf de Spencer       | |
| 34° 56′ S, 137° 0′ E / 34.933°S,137.000°E | Austràlia             | Austràlia Meridional — Península de Yorke |
| 35° 13′ S, 137° 0′ E / 35.217°S,137.000°E | Estret d'Investigador | |
| 35° 40′ S, 137° 0′ E / 35.667°S,137.000°E | Austràlia             | Austràlia Meridional — Illa Kangaroo |
| 36° 1′ S, 137° 0′ E / 36.017°S,137.000°E  | Oceà Índic            | Les autoritats Austràlianes consideren això com a part de l'oceà Antàrtic[3][4] |
| 60° 0′ S, 137° 0′ E / 60.000°S,137.000°E  | Oceà Antàrtic         | |
| 66° 19′ S, 137° 0′ E / 66.317°S,137.000°E | Antàrtida             | Terra Adèlia, reclamat per França |